# Bambergi Szent Ottó
Bambergi Szent Ottó (németül: Otto von Bamberg; lengyelül: Otton z Bambergu) (Mistelbach, 1060 körül – Bamberg, 1139. június 30.) szentté avatott római katolikus érsek, hitvalló, Pomeránia apostola.

## Élete, politikai pályája
Ottó 1060 körül született Mistelbachban, valószínűsíthetően nemesi családban. Egy bátyjáról lehet tudni, aki örökölte a vagyont. Kezdetben I. Ulászló lengyel fejedelem udvarában teljesített szolgálatot, valószínűleg már mint felszentelt pap. Ekkoriban kötött ismeretséget a fejedelem feleségével, Sváb Judittal, akinek első férje Salamon magyar király volt. Judit IV. Henrik német-római császár nővére volt, s Ottó vele került udvari káplánként Lengyelországba. A királynén keresztül került közelebbi kapcsolatba a császárral, aki először rá bízta a speyeri dóm építésének felügyeletét, majd udvari káplánnak, később birodalmi kancellárnak nevezte ki.
Az invesztitúraharc alatt látszólag egyoldalúan IV. Henrik német-római császár mellett állt a pápaság ellen, de amikor 1102 karácsonyán a császár bambergi püspöknek nevezte ki, addig nem szenteltette fel magát, amíg II. Paszkál pápa 1106 pünkösdjén nem fogadta, és meg nem erősítette a püspöki székben.
Fő feladatának a pápaság és a császárság közötti közvetítést tekintette. Hatására és közreműködésével jött létre 1122. szeptember 23-án a wormsi konkordátum, mely lezárta az invesztitúraharc időszakát. Lényege, kompromisszuma az lett, hogy a pápa és a császár megosztották az invesztitúra jogát. Az invesztitúrajog a pápát illeti meg, az egyházi földek feletti hűbérúri jog pedig a császárt. A Német-római Birodalom részéről V. Henrik német-római császár írta alá, míg a pápaságot II. Kallixtusz pápa képviselte.

## Pomeránia apostolaként

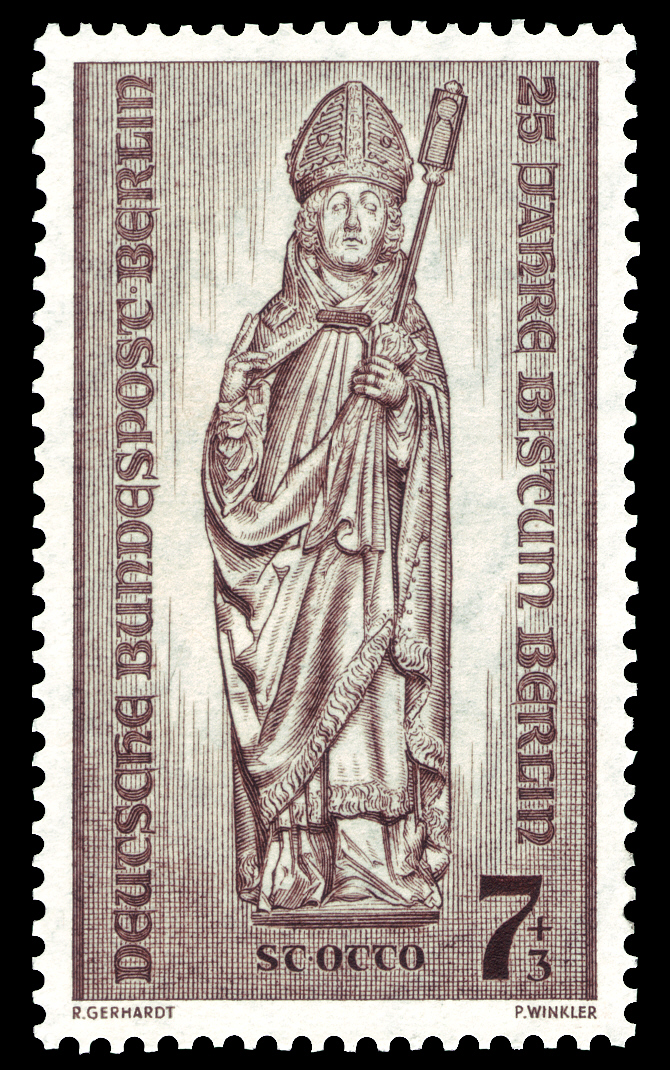
Ábrázolása egy 1955-ös postabélyegen

Politikusi pályája mellett Ottó nem hanyagolta el egyházmegyéjét sem. Felújította és befejezte az 1081-ben tűzvészben elpusztult bambergi dómot. Ennek a templomban találgató az I. (Szent) Istvánnal kapcsolatba hozható Bambergi lovas. Újjáépíttette a földrengésben elpusztult Szent Mihály kolostort és templomot, mely később temetkezési helye is lett. Támogatta a clunyi apátság által indított és Hirsaui Boldog Vilmos által átdolgozott hirsaui reformot, melynek célja a papság megújítása volt. Mindamellett támogatta a ciszterciek és premontreiek elterjedését. Életrajzírói szerint huszonhét kolostor alapításában vett részt. Bambergben létrehozta a Szent Egyed és Szent Gertrúd kórházat. Nagy buzgósággal támogatta az egész birodalomban híressé vált bambergi dómiskolát, és az ő korában virágzott a michelsbergi apátság íróiskolája, amelynek a tagjai közé tartoztak későbbi életrajzírói, Ebo és Herbord.
III. Boleszláv lengyel fejedelem kérésére pápai legátusként több missziós utat is indított az akkoriban meghódított Pomeránia területére. Ezen a területen az erőszakos térítések teljesen sikertelenek voltak korábban. Ottó nyílt és békés hozzáállása sok sikert hozott, és művének folytatására missziós papokat hagyott a területen. Első útja 1124 májusától 1125 márciusáig tartott, majd 1128-ban újabb missziós utat tett a területen. Pomerániai vállalkozásaira is jellemző diplomáciai ügyessége; úgy igyekezett eljárni, hogy senkinek a jogait meg ne sértse. Missziós munkájának sikerét mutatja, hogy Pomeránia apostolának nevezték el.
Ottó 1139. június 30-án halt meg Bambergben, a michelsbergi kolostorban temették el. Tisztelete hamar elterjedt, s halála után 50 évvel, 1189-ben III. Kelemen pápa szentté avatta. Bár halálának napja június 30., a római naptárba július 2-ára került az ünnepe.

## Fordítás
- Ez a szócikk részben vagy egészben  az   Otto of Bamberg című angol Wikipédia-szócikk ezen változatának fordításán alapul.  Az eredeti cikk szerkesztőit annak laptörténete sorolja fel. Ez a jelzés csupán a megfogalmazás eredetét és a szerzői jogokat jelzi, nem szolgál a cikkben szereplő információk forrásmegjelöléseként.